# Michal Ordoš
Michal Ordoš (Znojmo, República Checa, 27 de enero de 1983) es un futbolista checo. Juega de delantero y su equipo actual es el Karmiotissa Polemidion de la Primera División de Chipre.

## Selección
Ha sido internacional con la Selección de República Checa en 2 ocasiones.

## Clubes
| Club                   | País            | Año           | PJ  | Goles |
| ---------------------- | --------------- | ------------- | --- | ----- |
| Sigma Olomouc          | República Checa | 2008 - 2011   | 76  | 23    |
| Kapfenberger SV        | Austria         | 2011-2012     | 14  | 4     |
| Sigma Olomouc          | República Checa | 2012-2016     | 103 | 37    |
| Karmiotissa Polemidion | Chipre          | 2016-presente | 32  | 4     |